# 焼津市歴史民俗資料館
焼津市歴史民俗資料館（やいづしれきしみんぞくしりょうかん）は、静岡県焼津市の焼津市文化センター（焼津文化会館）内にある市立博物館。焼津市の歴史・文化を紹介するほか、第五福竜丸被爆事件に関する資料も多数展示している。
JR東海道本線焼津駅から南西に1.5キロメートル離れた場所に焼津市文化センターがある。2階が焼津市歴史民俗資料館の展示室となっている。焼津市文化センター内には焼津市歴史民俗資料館に加えて、焼津市立焼津図書館、小泉八雲（パトリック・ラフカディオ・ハーン）を顕彰する焼津小泉八雲記念館もある。

## 歴史
- 1985年（昭和60年）6月28日 - 開館。
- 2011年（平成23年）2月 - 第五福竜丸の船体模型などの漁業資料が加わったことで常設展示室を大幅に改装。

## 展示室
- 常設展示室 - 小深田遺跡や小川城遺跡など、焼津市の遺跡からの出土品や、歴史資料（古文書など）を時代ごとに展示しており、焼津市の歴史を学習できる。また、漁具や船舶模型、昭和期の民具を展示し、焼津市の基幹産業たる漁業と民俗資料を紹介している。定期的にあるテーマに基づいた企画展を開催する企画展示コーナーもある。
  - 時代別コーナー
    - 縄文時代
    - 弥生時代
    - 古墳時代
    - 奈良・平安時代
    - 鎌倉・室町時代

  - 漁業コーナー
  - 民具コーナー
  - 第五福竜丸コーナー - 第五福竜丸被爆事件の被害者である久保山愛吉が遺族に宛てた手紙や当時の報道資料、被爆時の状況を克明に記録した当時の行政文書などの貴重な資料を見ることが出来る[4]。

## 利用案内
- アクセス - JR東海道本線焼津駅から市バス乗車、「文化センター前」バス停下車。
- 開館時間 - 9時～17時
- 休館日 - 月曜日（月曜が祝日・休日の場合、翌平日が休館日）、年末年始（12月29日～1月3日）
- 入館料 - 無料

## 焼津市大井川民俗資料保管庫
2008年（平成20年）に焼津市に編入された大井川地区（旧志太郡大井川町）には、1987年（昭和62年）3月に完成した焼津市大井川民俗資料保管庫がある。大井川地区で収集された農具や民具などの民俗資料を所蔵し、一年に一度特別公開している。